# Il bidone
Il bidone è un film del 1955 diretto da Federico Fellini, scritto dal regista insieme a Ennio Flaiano e Tullio Pinelli.

## Trama
I tre truffatori Augusto, Picasso e Roberto si sono specializzati nel fare bidoni e truffe ai danni di poveri contadini creduloni, ai quali si presentano vestiti da prelati, chiedendo laute somme per fare messe in cambio di un finto tesoro ritrovato nel loro terreno. Un'altra truffa che fanno è quella di raggirare alcuni baraccati promettendo loro la casa in cambio di versamenti di anticipi su falsi contratti di assegnazione degli appartamenti.
Un giorno Augusto incontra sua figlia Patrizia che non vedeva da molto tempo, la ragazza ha molti progetti per il futuro e il padre vorrebbe aiutarla, ma viene arrestato di fronte alla ragazza.

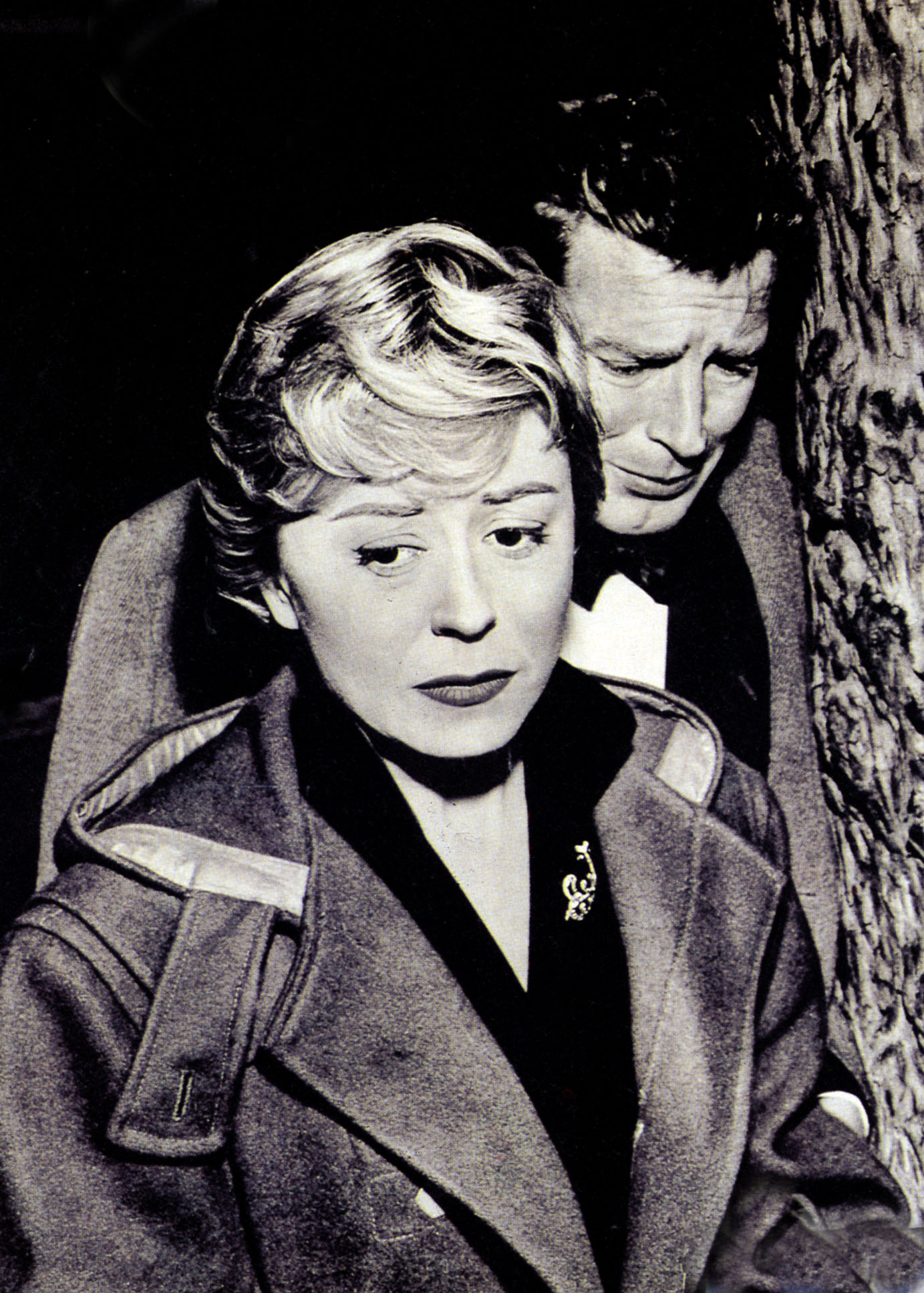
Giulietta Masina con Richard Basehart

Augusto dopo essere uscito dal carcere, riprende a frequentare una nuova banda, progettando un'ennesima truffa, col vecchio sistema usato altre volte, presentandosi vestito da monsignore, presso un casale di contadini, chiedendo altri soldi per le messe. Ottenuta la somma, Augusto rimane colpito dalla presenza della figlia paralitica dei due contadini, ai quali ha estorto una grossa somma. La serenità e la mitezza della ragazza colpiscono il malvivente, che sembra avere una crisi di coscienza.
Giunto il momento di spartire i soldi con gli altri componenti della banda,  Augusto confessa di aver restituito la somma ai contadini, ma non viene creduto e dopo una grossa lite viene colpito alla testa. Nella caduta rimane gravemente ferito e, dopo essere stato perquisito dagli altri, che gli trovano addosso i soldi dell'estorsione, viene lasciato in fondo a una scarpata dove muore solo e lontano da tutti.

## Produzione
Una parte del film è stata girata a Marino, ai Castelli Romani, durante la Sagra dell'Uva.
Il film avrebbe dovuto avere come protagonista Humphrey Bogart ma, al momento della convocazione da parte dei produttori, l'attore era già ammalato di cancro (morì due anni dopo, nel 1957), e, quindi, Fellini si rivolse a Broderick Crawford, vincitore di un premio Oscar nel 1949.
Le riprese vennero effettuate nell'estate del 1955 e l'edizione venne frettolosamente terminata pochi giorni prima della presentazione del film alla mostra del cinema di Venezia, avvenuta il 9 settembre. Il produttore Goffredo Lombardo, che puntava al Leone d'oro, fu deluso dalla pioggia di critiche negative e decise di tagliare alcune scene dal montaggio definitivo, portando la durata da 120' a 105', ma questa riduzione non cambiò le sorti del film, che incassò in Italia solo 239 milioni di lire.
In una scena del film ambientata in una sala cinematografica romana, è presente il tema dei titoli di testa di un altro film di Fellini, Lo sceicco bianco, musica rieseguita appositamente per il film Il bidone.

## Critica

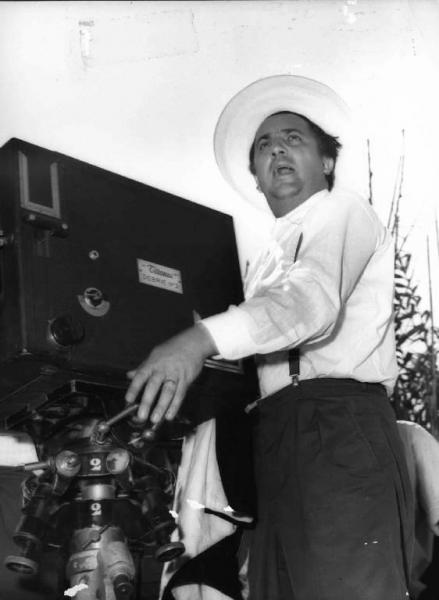
Federico Fellini in uno scatto di scena

- Guido Aristarco in Cinema Nuovo del 25 settembre 1955: «Il crepuscolarismo di Fellini, i motivi sempre uguali della sua metafisica e del suo simbolismo, la sua partecipazione episodica alla realtà, frammentaria, solo in parte nutrita di elementi e atteggiamenti realistici, denunciano ancor più, questa volta, l'accennata insincerità. Il film appare quasi prefabbricato: ritrovi in esso le stesse componenti, anche formali, delle precedenti opere, analoghe sequenze, il pianto del bambino o il cavallo della Strada, quel vagabondare notturno, la festa. Picasso parla e agisce come il Matto, e Iris sua moglie ha le movenze e il tono di Gelsomina».

## Incassi
Incasso accertato a tutto il 31 marzo 1959 £ 239.565.540